# Manuel José de Cortizos
Manuel José de Cortizos de Villasante (Madrid, 10 de noviembre de 1646-Venecia, 10 de febrero de 1691) fue un financiero y noble español al servicio de Carlos II.

## Biografía
Fue hijo de Manuel Cortizos, quien había servido a la corona española en diversas ocasiones y sobrino de su sucesor, el asentista Sebastián Cortizos. La familia Cortizos tuvo ascendientes judeoconversos.
A la edad de tres años fue nombrado caballero de la orden de Calatrava. Empezó a ser negociante por su cuenta en 1671, cuando cumplió la edad de veinticinco años. Durante su carrera se especializó en préstamos a la corona fuera de los reinos de la península.
En 1668 fue nombrado vizconde de Valdefuentes, y posteriormente, marqués de Villaflores en 1674. En este último año fue nombrado también contador de las Tres órdenes Militares (Santiago, Calatrava y Alcántara).
Sirvió a Carlos II con multitud de empréstitos, llegando a convertirse en uno de los mayores asentistas de la Corona.

## Matrimonios e hijos
Casó en primeras nupcias con Mencia Hierro de Castro, con quien tendría dos hijos:
- Sebastián Manuel (-1689).

- Luisa Teresa.

En segundas nupcias contrajo matrimonio con Hèlene-Isabelle de Brouchoven de Bergeyck (hija de Helena Fourment, que casaría en segundas nupcias con Pedro Pablo Rubens), con quien tendría una hija:
- Juana.

## Títulos, órdenes y empleos

### Títulos
- I Marques de Villaflores. (1674)

- I Vizconde de Valdefuentes. (1668)

### Órdenes
- Caballero de la Orden de Calatrava.

### Empleos
- Consejero del Consejo de Hacienda.[2]

- Contador mayor de las Tres órdenes Militares (órdenes militares de Santiago, de Alcántara y de Calatrava).

- Escribano mayor de las Cortes de Castilla y de León.

### Individuales
1. ↑  Felices de la Fuente, María del Mar (2013). «Recompensar servicios con honores: el crecimiento de la nobleza titulada en los reinados de Felipe IV y Carlos II». Studia historica. Historia moderna (35): 409-435. ISSN 0213-2079. Consultado el 30 de abril de 2023.
2. ↑  Sanz Ayán, Carmen (2002). «Consolidación y destrucción de patrimonios financieros en la Edad Moderna: Los Cortizos (1630-1715)». Fortuna y negocios: formación y gestión de los grandes patrimonios (siglos XVI-XX), 2002, ISBN 84-8448-195-6, págs. 73-98 (Secretariado de Publicaciones e Intercambio Editorial): 73-98. ISBN 978-84-8448-195-9. Consultado el 30 de abril de 2023.